# Вернонія (Орегон)
Вернонія (англ. Vernonia) — місто (англ. city) в США, в окрузі Колумбія штату Орегон. Населення — 2374 особи (2020).

## Географія
Вернонія розташована за координатами 45°51′41″ пн. ш. 123°11′1″ зх. д. / 45.86139° пн. ш. 123.18361° зх. д. (45.861409, -123.183515).  За даними Бюро перепису населення США в 2010 році місто мало площу 4,29 км², з яких 4,16 км² — суходіл та 0,13 км² — водойми.

### Клімат
| Клімат : Вернонія       | Клімат : Вернонія | Клімат : Вернонія | Клімат : Вернонія | Клімат : Вернонія | Клімат : Вернонія | Клімат : Вернонія | Клімат : Вернонія | Клімат : Вернонія | Клімат : Вернонія | Клімат : Вернонія | Клімат : Вернонія | Клімат : Вернонія | Клімат : Вернонія |
| Показник                | Січ.              | Лют.              | Бер.              | Квіт.             | Трав.             | Черв.             | Лип.              | Серп.             | Вер.              | Жовт.             | Лист.             | Груд.             | Рік               |
| Абсолютний максимум, °C | 18,9              | 22,2              | 26,1              | 30,6              | 37,2              | 37,2              | 40,0              | 38,9              | 39,4              | 33,9              | 22,8              | 17,2              | 40,0              |
| Середній максимум, °C   | 6,9               | 9,6               | 11,9              | 14,3              | 17,8              | 20,6              | 24,3              | 24,8              | 22,6              | 16,5              | 10,3              | 6,7               | 15,5              |
| Середній мінімум, °C    | −1,1              | −0,8              | 0,7               | 1,9               | 4,2               | 6,9               | 8,3               | 8,1               | 5,7               | 2,9               | 1,0               | −0,8              | 3,1               |
| Абсолютний мінімум, °C  | −18,9             | −21,1             | −10,6             | −5,6              | −3,9              | −1,1              | 0,6               | 0,0               | −5                | −12,2             | −16,7             | −24,4             | −24,4             |
| Норма опадів, мм        | 190               | 137               | 136               | 92                | 61                | 40                | 13                | 20                | 46                | 95                | 192               | 208               | 1231              |
| Днів з опадами          | 20                | 17                | 20                | 17                | 13                | 10                | 4                 | 5                 | 8                 | 14                | 20                | 20                | 168,0             |
| ----------------------- | ----------------- | ----------------- | ----------------- | ----------------- | ----------------- | ----------------- | ----------------- | ----------------- | ----------------- | ----------------- | ----------------- | ----------------- | ----------------- |
| Джерело:                |                   |                   |                   |                   |                   |                   |                   |                   |                   |                   |                   |                   |                   |

## Демографія
Згідно з переписом 2010 року, у місті мешкала 2151 особа в 822 домогосподарствах у складі 571 родини. Густота населення становила 502 особи/км².  Було 962 помешкання (224/км²).
Расовий склад населення:
| - 94,1 % — білих - 1,3 % — корінних американців - 0,5 % — азіатів - 0,3 % — чорних або афроамериканців - 0,2 % — вихідців з тихоокеанських островів |

До двох чи більше рас належало 2,8 %. Частка іспаномовних становила 4,2 % від усіх жителів.
За віковим діапазоном населення розподілялося таким чином: 26,9 % — особи молодші 18 років, 62,3 % — особи у віці 18—64 років, 10,8 % — особи у віці 65 років та старші. Медіана віку мешканця становила 38,2 року. На 100 осіб жіночої статі у місті припадало 103,9 чоловіків;  на 100 жінок у віці від 18 років та старших — 97,1 чоловіків також старших 18 років.
Середній дохід на одне домашнє господарство  становив 56 176 доларів США (медіана — 50 268), а середній дохід на одну сім'ю — 62 296 доларів (медіана — 58 889). Медіана доходів становила 47 250 доларів для чоловіків та 38 750 доларів для жінок. За межею бідності перебувало 18,3 % осіб, у тому числі 30,4 % дітей у віці до 18 років та 10,4 % осіб у віці 65 років та старших.
Цивільне працевлаштоване населення становило 794 особи. Основні галузі зайнятості: виробництво — 17,5 %, освіта, охорона здоров'я та соціальна допомога — 15,9 %, будівництво — 11,6 %, транспорт — 9,1 %.